# 今から行きたい至極グルメ ほほおちゴハン!
『今から行きたい至極グルメ ほほおちゴハン!』（いまからいきたいしごくグルメ ほほおちゴハン）は、テレビ東京で2022年4月9日から9月24日まで放送されていたグルメ情報番組。

## 概要
一つのグルメに熱を注ぎ込み“グルメ沼”にはまり込んだ人々の“推しメシ”を紹介。“ハマりびと”の熱い沼トークとともに、ほほがおちる（ほほおち）するほどのグルメ情報を奥深く届ける番組。
基本はMCの高山が先に店に入り、後からゲストの“ほほおち先輩”が登場する形になっている。ゲストの“推しメシ”を食べ、ゲストオススメの食べ方を教えてもらい、ゲストならではのトークを繰り広げる。また、テレ東沼と呼ばれるその回のグルメ沼にちなんだ“推しメシ”もVTRで紹介されている。
2022年3月21日、レギュラー放送に先駆けて、特番として『先出し!ほほおちゴハン!』が放送された。

## 出演者
MC：高山一実

## スタッフ
- ナレーター：立川周（テレビ東京アナウンサー）、島田一輝（テレビ東京アナウンサー（第10回・第20回））、板垣龍佑（テレビ東京アナウンサー（第24回））、冨田有紀（テレビ東京アナウンサー、テレ東沼）、相内優香（テレビ東京アナウンサー、テレ東沼（第7回・第11回 - 第12回・第16回・第25回））、中原みなみ（テレビ東京アナウンサー、テレ東沼（第17回））、水原恵理（テレビ東京アナウンサー、テレ東沼（第21回））
- 構成：オーガネク、塩見昌矢、廿楽大輔、堀江志津
- カメラ：二宮塁、長澤則司、佐藤直志、堅岩功、古本春樹、矢田部修、北條英樹、小川正明、松岡達也、宮田眞、山下貴之、岩澤治、薬袋孝人、鈴木浩介、野中康弘、江藤恭真、新井直樹、安藤健二、嶋田佳代子、土岐泰也、大塚孝輔、高橋勇士、金子徹（週替り）
- VE：重松敦、岩瀬靖生（隔週）
- 音声：高橋優二、小笹直樹、若林宏美、長谷川将太、永沼咲優、石田崇、屋田大地、中道涼子（週替り）
- 編集：井上達生（すまじおましゅ）
- MA：上野裕、高橋知世（週替り）
- 音響効果：北澤亨
- タイトル：木村有里
- 音楽協力：テレビ東京ミュージック
- 技術協力：テクノマックスビデオセンター（毎週）、TORlDE、ジェイ・クルー、港家、コールツプロダクション（週替り）
- リサーチ：ワイズプロジェクト
- デスク：秋場香織（2022年4月16日-）
- AD：平原沙恵、松本泰(恭)幸（不定期）
- AP：伊藤宏之（毎週）、辺見和子、遠藤充子、中西加奈（週替り）
- ディレクター：中澤圭、木戸勇介、野中哲也、久保田昌志、永田香織、平位祐一郎、飯山将、茂木明、岩崎容祐、小原孝弥、谷川翼、藤崎祥太郎、佐々木啓、秋間楓士（週替り）
- 演出：福田直幸
- プロデューサー：日比野壇、倉地雄大、宮澤正徹（宮澤→2022年7月9日-）（毎週）、野口詠介、藤沼明子（藤沼→以前は週替りAP）、橋本尚敏（週替り）
- 制作協力：PROTX
- 製作著作：テレビ東京

### 過去のスタッフ
- プロデューサー：園部雄一郎

## 関連番組
『先出し!ほほおちゴハン!』
2022年3月21日に特番として月曜 13:00 - 14:00に放送。